# Saint-Jean-du-Bouzet
Saint-Jean-du-Bouzet är en kommun i departementet Tarn-et-Garonne i regionen Occitanien i södra Frankrike. Kommunen ligger i kantonen Lavit som tillhör arrondissementet Castelsarrasin. År 2022 hade Saint-Jean-du-Bouzet 53 invånare.

## Befolkningsutveckling
Antalet invånare i kommunen Saint-Jean-du-Bouzet
| Referens: INSEE |